# Cilibrinas do Éden
As Cilibrinas do Éden foi o nome escolhido para um efêmero conjunto musical formado por Lúcia Turnbull e Rita Lee, quando esta última deixou Os Mutantes. Este conjunto acabou sendo o embrião do Tutti Frutti, que a acompanhou em seus maiores sucessos. A única perfomance da dupla foi em 10 de Maio no Phono 73.

## História
Após deixar os Mutantes em 1972 — ou, segundo suas próprias palavras, ter sido expulsa do grupo —, Rita Lee encontrou-se relutante em seguir carreira solo, conforme sugerido por André Midani, então diretor da gravadora Philips. Ao lado de sua amiga Lucia Turnbull, com quem dividia experiências musicais desde as gravações de Hoje é o Primeiro Dia do Resto da Sua Vida (1972), Rita fundou as Cilibrinas do Éden. O nome "Cilibrina", uma gíria usada entre os Mutantes para maconha, e o complemento "do Éden" refletiam o tom provocador e lúdico característico da artista.
A dupla buscava uma sonoridade folk baseada em violões acústicos e harmonias vocais suaves, em contraponto ao rock mais ácido que marcava a época. Sua estreia nos palcos se deu no festival Phono 73, realizado no Anhembi (São Paulo), em maio de 1973, evento que reuniu grandes nomes da música brasileira da época. A recepção do público à apresentação das Cilibrinas foi bastante negativa, marcada por vaias intensas.
O insucesso motivou Rita Lee a reformular o projeto, aproximando-se da sonoridade glam rock. Uniu-se à banda Lisergia, dos músicos Luis Sérgio Carlini e Lee Marcucci, para a gravação de um álbum que levaria o nome Tutti Frutti. As sessões, conduzidas no estúdio Eldorado com produção de Liminha, não agradaram à direção da Philips, e o disco foi vetado antes de ser lançado.

## Álbum perdido
As gravações do álbum nunca foram oficialmente lançadas pela gravadora. Durante décadas, circularam entre fãs em fitas cassete e cópias piratas. Algumas faixas reapareceram em trabalhos posteriores de Rita Lee:
- "Mamãe Natureza" foi regravada no álbum Atrás do Porto Tem uma Cidade (1974), o primeiro com a banda Tutti Frutti.
- "Gente Fina é Outra Coisa" foi adaptada como "Locomotivas", tema de novela da TV Globo em 1977.
- "Bad Trip (Ainda Bem)" teve sua primeira estrofe reutilizada em "Shangri-Lá" (Rita Lee, 1980).
- "Minha Fama de Mau" foi incluída na participação de Rita no LP Erasmo Convida (1980).

Em 1981, duas faixas dessas sessões — "Paixão da Minha Existência Atribulada" e "Nessas Alturas dos Acontecimentos" — foram lançadas na coletânea Os Grandes Sucessos de Ritta Lee (1981).
O disco completo, frequentemente referido como Cilibrinas do Éden ou Tutti Frutti, foi finalmente lançado de forma não oficial em 2010 pelo selo português Nosmokerecords, em edições limitadas de vinil e CD pirata, sendo posteriormente objeto de colecionismo.

## Legado
Apesar do fracasso inicial, o projeto As Cilibrinas do Éden teve importância histórica para a música brasileira, marcando o período de transição de Rita Lee entre Os Mutantes e sua fase de maior sucesso ao lado da banda Tutti Frutti. Foi também um momento de protagonismo feminino no rock brasileiro, destacando a presença de Lucia Turnbull, uma das primeiras guitarristas mulheres do país.
Lucia ainda participou do álbum e da turnê Refestança (1977), ao lado de Rita e Gilberto Gil, e lançou seu próprio disco, Aroma, em 1980. A partir do fim das Cilibrinas, manteve colaborações pontuais com Rita Lee ao longo da década.

## Formação
- Rita Lee – vocais, composição
- Lucia Turnbull – vocais, violão, composição

## Discografia

### Álbum não lançado oficialmente
- Cilibrinas do Éden (gravado em 1973, lançado informalmente em 2010)